# Sielhaut
Sielhaut ist ein Biofilm, der in Innenflächen von Entwässerungssystemen (z. B. Kanalisation) entsteht. Sielhaut besteht zum überwiegenden Teil aus toter und lebender Biomasse sowie aus anorganischen Bestandteilen.
Zum Bestimmen von Schadstoffeinleitern in das Abwassersystem kann die Sielhautanalyse genutzt werden.
Dazu werden an verschiedenen Stellen Proben der Sielhaut genommen und untersucht. 
Rückstände von im Abwasser vorhandenen Stoffen sind in Proben der Sielhaut nachweisbar. Direkt unterhalb der Einleitungsstelle ist die Konzentration des betreffenden Stoffes im Vergleich der verschiedenen Proben am höchsten.